# Ludwika Maria Gonzaga

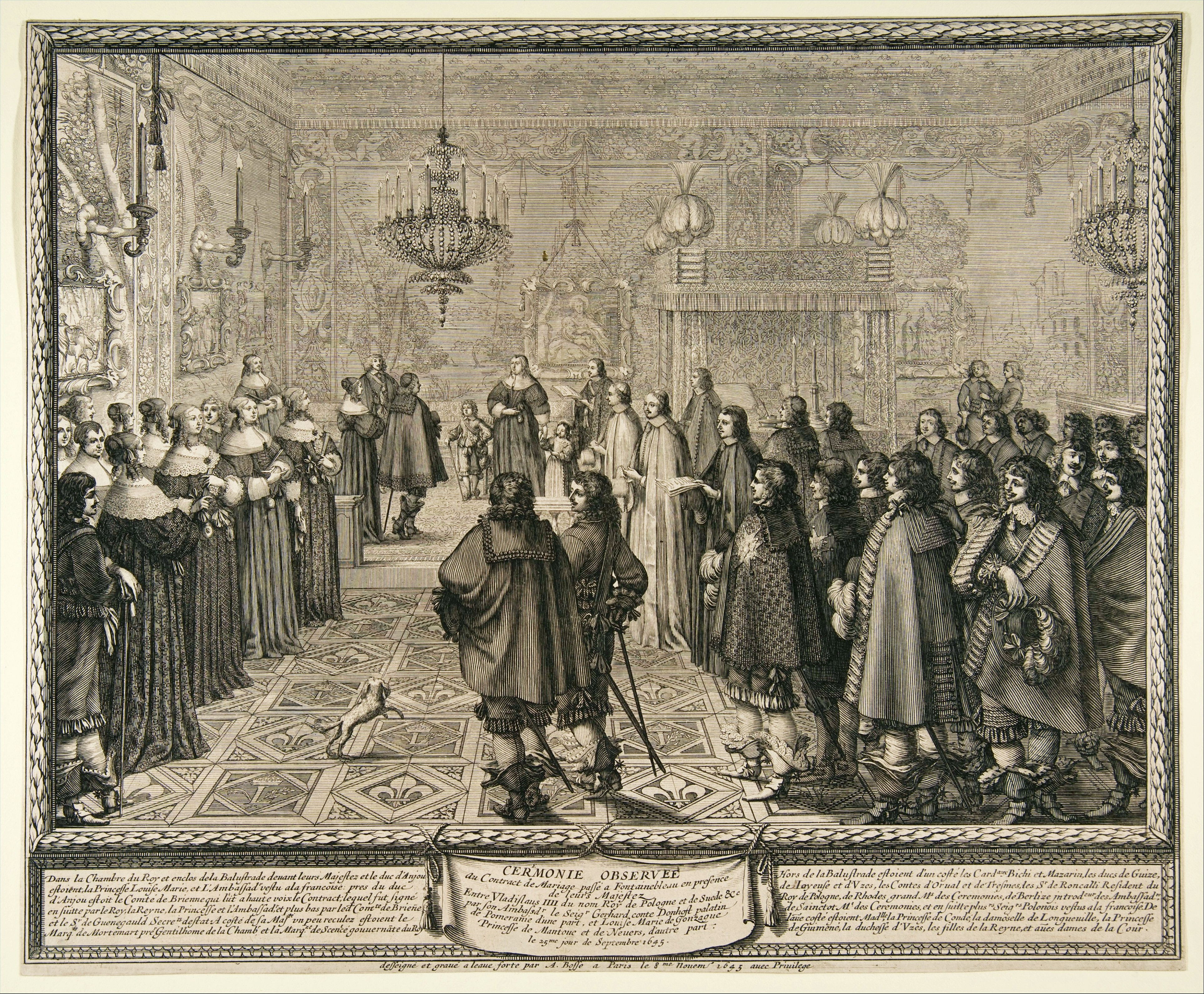
Abraham Bosse, Ceremonia podpisania kontraktu ślubnego Władysława IV i Ludwiki Marii Gonzagi w Fontainebleau (1645)

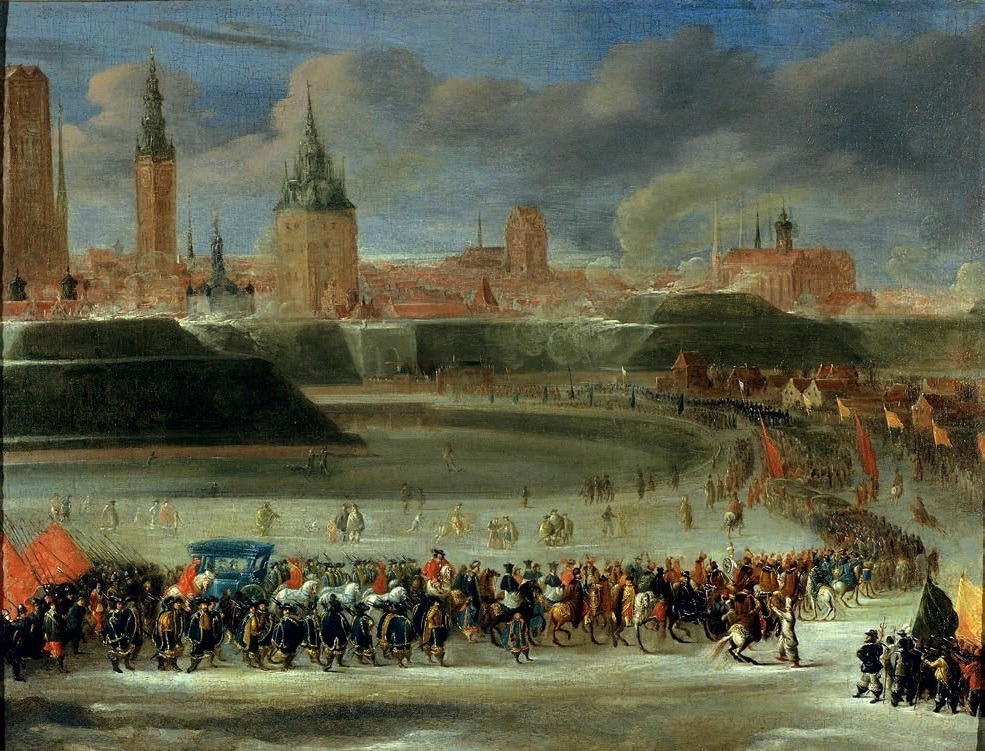
Bartholomäus Milwitz, Wjazd orszaku królowej Ludwiki Marii Gonzagi do Gdańska (1646)

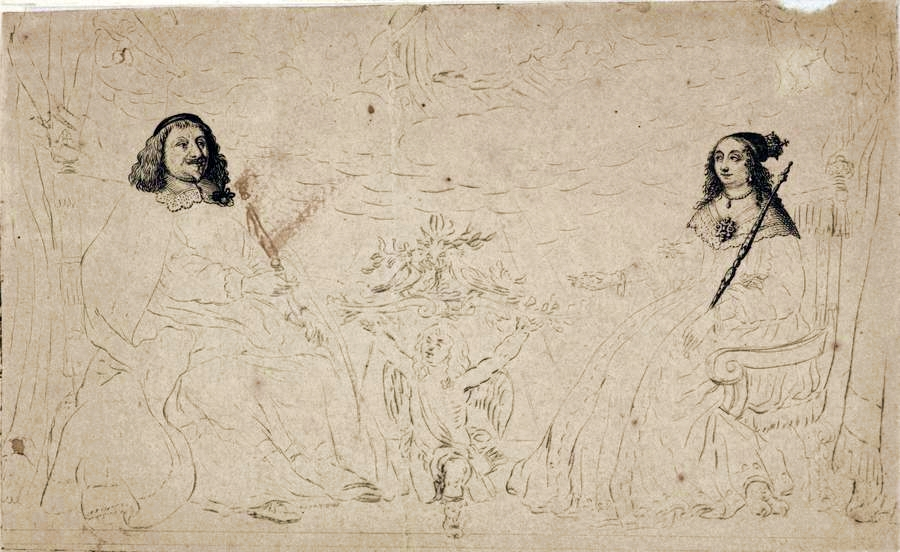
Willem Hondius, Władysław IV Waza i Ludwika Maria Gonzaga (1646)

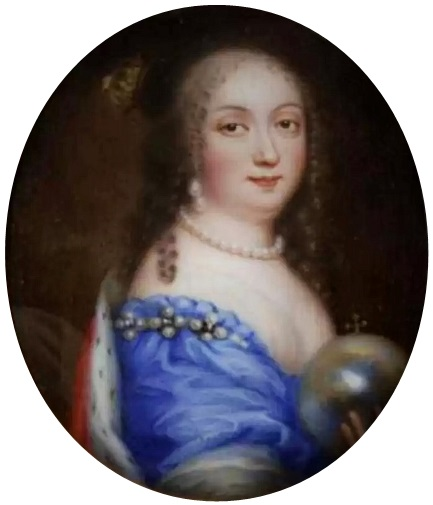
Jean Petitot, Miniatura Ludwiki Marii Gonzagi

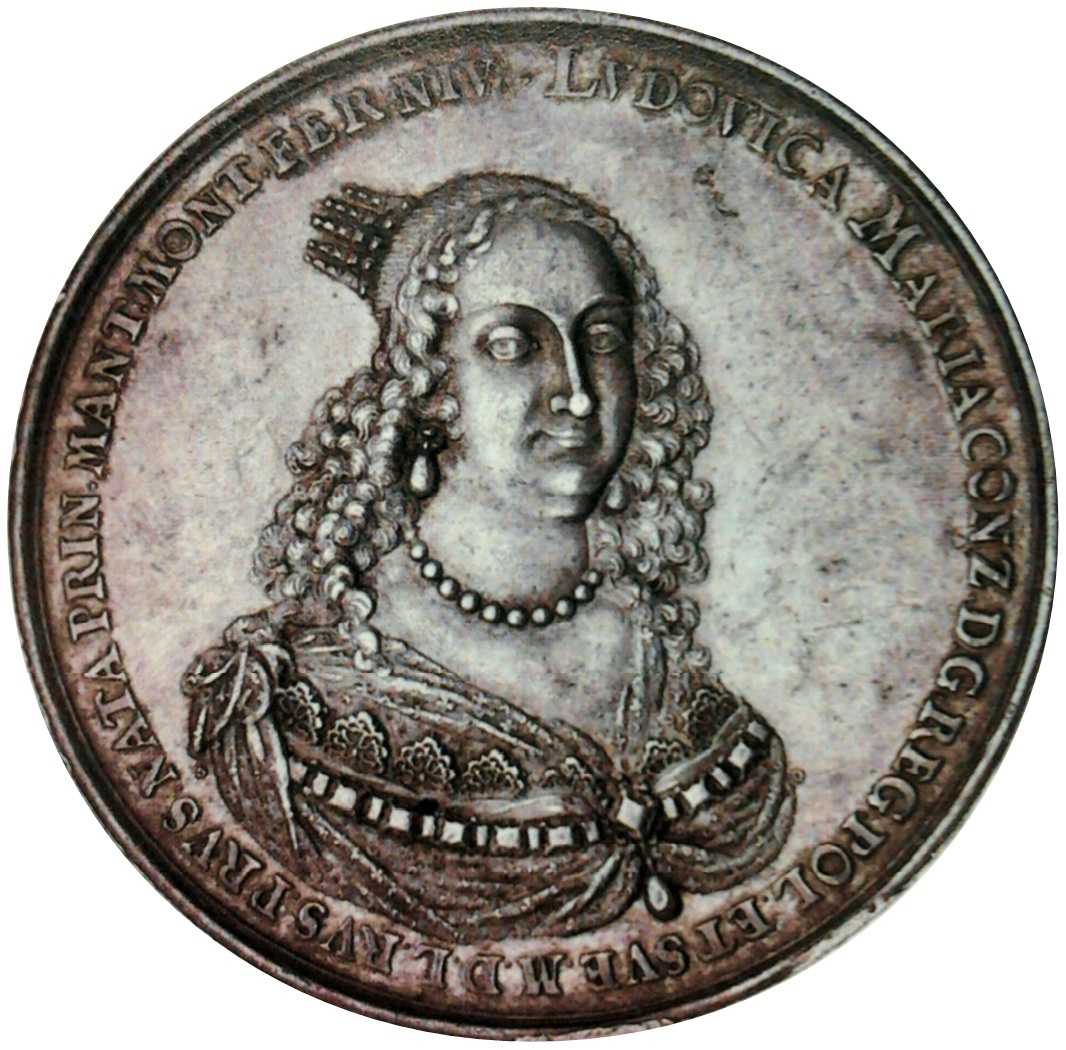
Sebastian Dadler, medal Ludwiki Marii Gonzagi (1646)

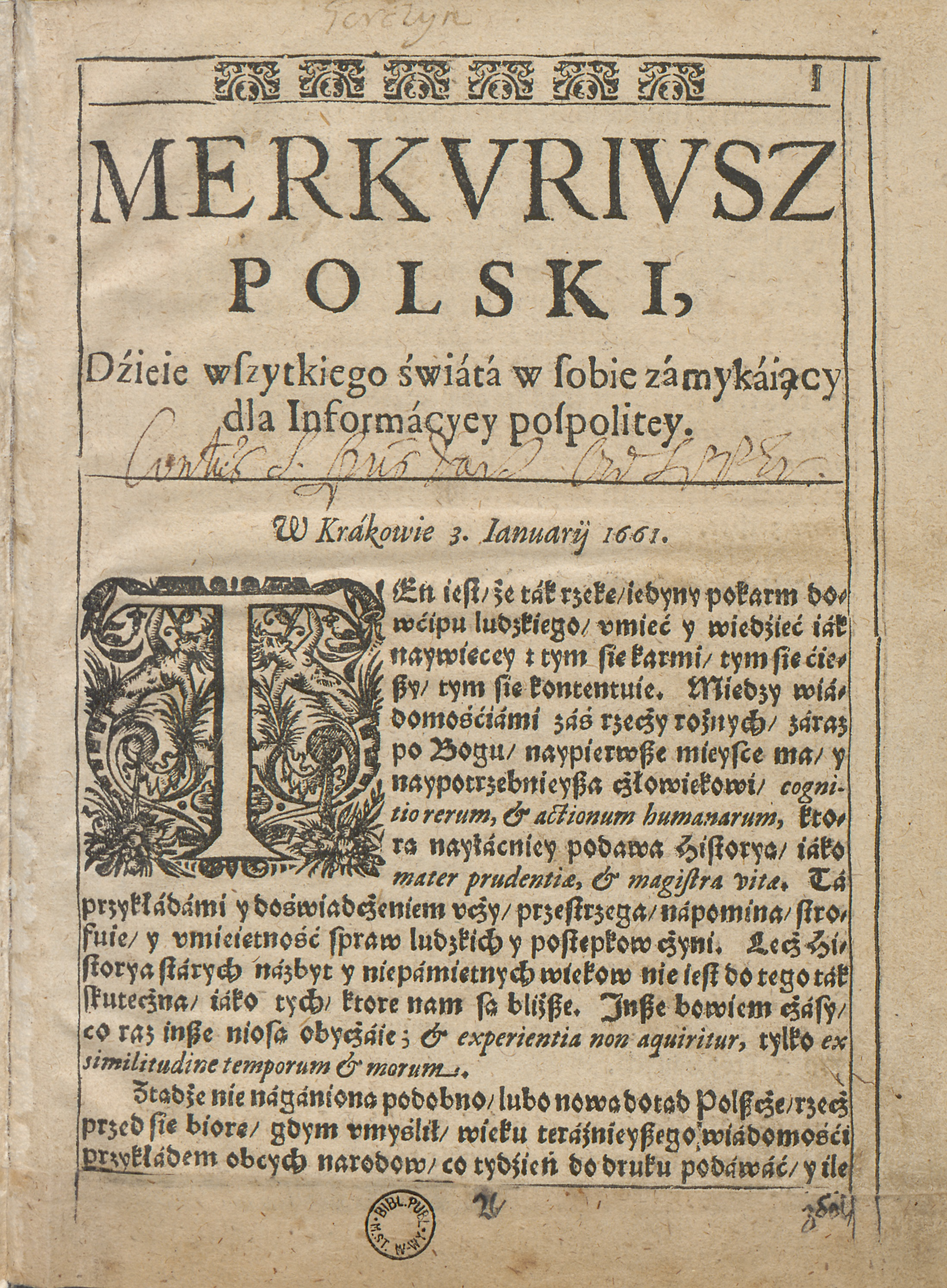
Merkuriusz Polski Ordynaryjny polskojęzyczna gazeta zainicjowana w 1661 roku przez królową.

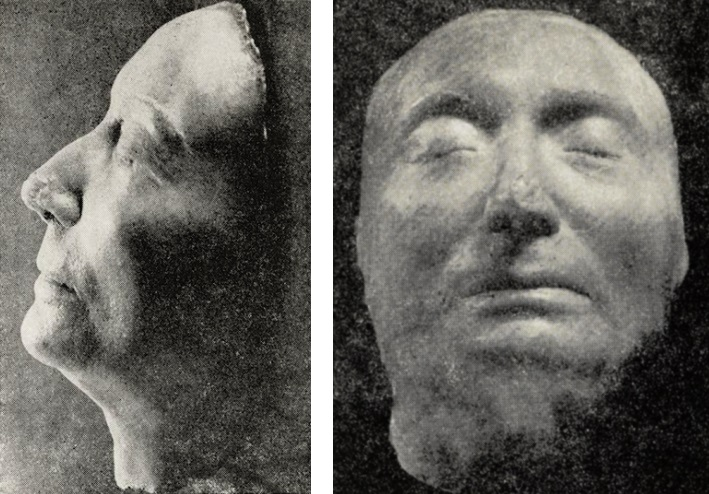
Maska pośmiertna Ludwiki Marii Gonzagi (1667)

Ludwika Maria Gonzaga de Nevers (ur. 18 sierpnia 1611 w Nevers lub Paryżu, zm. 10 maja 1667 w Warszawie) – królowa Polski, żona dwóch polskich królów: Władysława IV i Jana II Kazimierza, posiadaczka starostwa grudziądzkiego w latach 1660–1667, posiadaczka starostwa lubomelskiego, posiadaczka starostwa wiślickiego, posiadaczka i starościna tucholska.
Była księżniczką mantuańską, córką księcia Karola Gonzagi i Katarzyny de Guise, księżnej Maine.

## Życiorys
Przyszła żona dwóch ostatnich Wazów polskich urodziła się 8 lub 18 sierpnia 1611 roku w jednej z najświetniejszych i najlepiej skoligaconych rodzin arystokratycznych siedemnastowiecznej Francji. Ojciec Ludwiki Karol I Gonzaga, diuk de Nevers, był po mieczu potomkiem Ludwika – młodszego syna księcia Mantui, Fryderyka, który w połowie XVI stulecia osiadł we Francji, po kądzieli zaś potomkiem jednego z trzynastowiecznych cesarzy Bizancjum, w związku z czym uważał się za spadkobiercę dynastii Paleologów.
Matka, Katarzyna de Guise, księżna de Longueville, pochodziła z bocznej linii panującej dynastii lotaryńskiej. Maria Ludwika (imienia Ludwika Maria zaczęła używać po poślubieniu króla Polski), pochodziła z wielodzietnej rodziny, gdzie była trzecim z sześciorga dzieci i najstarszą córką książęcej pary.
Na rodziców chrzestnych córki księstwo de Nevers wybrali króla Francji Ludwika XIII i jego matkę, Marię Medycejską, sprawującą regencję w imieniu dziesięcioletniego monarchy. Daje to pewne wyobrażenie o dumie rodowej francuskiej linii Gonzagów, ich ambicjach i aspiracjach, uważali się za równych głowom koronowanym i zapewne już wówczas myśleli o wydaniu Marii za któregoś z panujących lub co najmniej książąt krwi.
Prawie całe dzieciństwo i młodość spędziła w rodowym zamku Nevers. Po bardzo wczesnej śmierci jej matki Katarzyny de Guise w 1618 roku, wychowaniem dzieci zajęła się ich ciotka. Dwie młodsze siostry zostały oddane do klasztoru. Reszcie rodzeństwa zapewniono staranną edukację. Dużą wagę przywiązywano do przedmiotów ścisłych i znajomości języków obcych. W roku 1626 naukę Marii przerwała ciężka choroba. Rok później zmarł ostatni potomek mantuańskiej linii Gonzagów – Wincenty II. Ojciec Marii, książę Karol I Gonzaga ogłosił się księciem Mantui i margrabią Montferrat i aby dochodzić swoich praw ruszył do Włoch ze swoim najmłodszym synem. Wyprawa ta okazała się czasochłonna i kosztowna. Książę popadł w kłopoty finansowe, które zmusiły go do likwidacji dworu w Nevers. Maria, jedyna z rodu, która nie opuściła Francji, przeniosła się wówczas do stołecznej rezydencji ciotki Hôtel d’Alençon.
Pierwszy raz miała wyjść za mąż za Gastona Orleańskiego w 1627, jednak król Francji nie wyraził zgody na małżeństwo, a Marię uwięził w twierdzy Vincennes, a następnie w klasztorze. Spędziła tam trzy lata, po czym pozwolono jej osiąść z powrotem w Nevers. Zdania są podzielone co do przyczyn powrotu Marii w rodzinne strony, jedni twierdzą iż powrót na prowincję był spowodowany żądaniem króla, inni wskazywali na coraz dotkliwsze kłopoty finansowe, ponieważ wojna o mantuańskie dziedzictwo mocno nadszarpnęła fortunę Gonzagów. Maria mimo wszystko utrzymywała skromny dwór, na którym obowiązywała etykieta godna córki suwerennego władcy.
W 1634 pojawiła się propozycja mariażu z Władysławem IV. Poślubił on jednak w 1637 Cecylię Renatę Habsburżankę. W tym samym roku zmarł Karol I Gonzaga. Mantua i Montferrat przeszły na jego wnuka Karola, ale francuskie dobra Gonzagów wraz z tytułem księżnej de Nevers przejęła Maria – wbrew panującej we Francji zasadzie primogenitury. Pozycja Marii zyskała na znaczeniu, poprawił się jej stan materialny i zaczęto uważać ją równą książętom krwi.
W 1640 poznała brata Władysława IV, Jana Kazimierza, który po prawie dwóch latach spędzonych w więzieniu francuskim jako oskarżony za szpiegostwo, bawił właśnie w Paryżu. „Można przypuszczać, że tylko przez przypadek nie został jej pierwszym mężem, ponieważ Richelieu rozważał ich małżeństwo. Plany spełzły na niczym i już miesiąc później Jan Kazimierz ruszył w drogę do Polski. Natomiast Paryż huczał o domniemanym romansie”.
W tymże roku Maria zaczęła również prowadzić w Paryżu salon literacki. Tęskniąc za Janem, zabijając pustkę egzystencjalną i bawiąc się wzorem swej przyjaciółki pani de Rambouillet mecenatem literackim, przeżyła romans z Henrykiem d’Effiat, markizem de Cinq-Mars, który starał się o jej rękę licząc, że dzięki temu małżeństwu osiągnie nowe awanse i tytuły, jednak takiemu związkowi sprzeciwił się Richelieu, obawiając się, że małżonkowie mogą realnie zagrozić jego pozycji. W późniejszym czasie markiz stanął na czele antykrólewskiego spisku. Aresztowany z rozkazu kardynała Richelieu arystokrata 12 września 1642 został ścięty. Maria przypłaciła to niełaską i koniecznością opuszczenia Paryża. Po śmierci kardynała Richelieu i Ludwika XIII znów stała się częstym gościem na dworze.
„24 marca 1644 zmarła Cecylia Renata. Władysław IV owdowiał i znowu powróciła idea, by ożenić go z księżną de Nevers”. Tym razem propagatorem tego pomysłu był następca Richelieu – Mazarini. „Tym razem nikt ani nic nie stanęło na przeszkodzie zawarciu związku. Maria nie była przepełniona entuzjazmem co do osoby przyszłego małżonka, lecz przyjęła małżeństwo z radością, ponieważ związek ten dawał jej perspektywę upragnionej korony i tytułu królewskiego”. Niektórzy znawcy jej biografii twierdzą, iż marzyła o tym od dziecka. Z kolei Władysława IV, myślącego o wojnie z Turcją, przekonać miały bizantyńskie koligacje rodzinne przyszłej małżonki.
17 lipca 1645 roku nadzwyczajny poseł francuski Flecelles de Bregy podpisał w Warszawie intercyzę. Dwa miesiące później stanął kontrakt ślubny, na mocy którego wraz z ręką Marii Władysław miał otrzymać niebagatelną sumę 700 000 skudów tytułem posagu i odszkodowania za rezygnację z roszczeń do dziedzictwa mantuańskiego, a przyszła królowa całość sum pochodzących ze sprzedaży jej francuskich włości. Rok później, 5 listopada 1645 r. odbył się ślub per procura Władysława i Marii (króla zastępował Krzysztof Opaliński). Z tym małżeństwem wiązała się zmiana pierwszego imienia Marii na Ludwika, ponieważ w Rzeczypospolitej imię Maria uważano dość powszechnie za zarezerwowane dla Matki Boskiej. Druga uroczystość ślubna odbyła się po przyjeździe Ludwiki do Polski, do której dotarła przez Niderlandy i Niemcy. 11 lutego 1646 przyszła królowa uroczyście wjechała do Gdańska.
„Ostatecznie ceremonia zaślubin odbyła się w Warszawie 10 marca 1646 roku, a koronacja 15 lipca na Wawelu. W ten sposób  Ludwika Maria zaspokoiła swoje monarsze ambicje. Król ożenił się z nią z celów czysto politycznych i dla pieniędzy, potrzebnych mu na mało realny plan wojny z Turcją. [...] Uroda trzydziestopięcioletniej Ludwiki Marii także nie przypadła Władysławowi do gustu. Wydaje się to trochę dziwne, ponieważ uchodziła nie tylko za kobietę inteligentną, ale także przystojną”.
Utarło się zdanie, iż królowa zdobyła sobie wkrótce znaczny wpływ na małżonka. Niewątpliwą rolę odegrała tu udzielona mu przez nią pożyczka w wysokości 700 tysięcy złotych polskich, której Władysław nigdy nie oddał, a także posag. Finansowo zatem księżna de Nevers słono zapłaciła za koronę. Trudno powiedzieć, czy tytuł i królewski dwór, na którym grała pierwsze skrzypce, był wystarczającą rekompensatą. Władysław bardzo często chorował, a gdy był zdrowy czerpał radość z innych niż małżonka źródeł.
Szlachta nie lubiła Ludwiki Marii, bardzo gorszyło ją mieszanie się królowej do polityki. 20 maja 1648 r. Ludwika Maria została wdową.
Pół roku później Jan Kazimierz został królem, a 30 maja 1649 r. doszło do zawarcia małżeństwa Ludwiki i Kazimierza. Z jej inicjatywy dokonano 1 kwietnia 1656 roku ślubów lwowskich, oddając Królestwo Polskie pod opiekę Najświętszej Maryi Pannie. 1 grudnia 1656 roku królowa zawarła sojusz z cesarzem, który obiecał pomoc 4000 żołnierzy przeciwko Szwecji i zobowiązał się, że będzie nakłaniał elektora brandenburskiego i Kozaków do uznania polskiego zwierzchnictwa.
Tymczasem szlachta coraz bardziej za nią nie przepadała. Sprowadziła do Polski trzy zakony: księży misjonarzy w 1651, siostry miłosierdzia w 1652 oraz wizytki w 1654. Założyła w 1661 pierwszą polską gazetę „Merkuriusz Polski”. Miała ambitne plany gospodarcze i polityczne.
Postulowała wzmocnienie władzy króla i senatu, zmianę systemu głosowania w sejmie oraz elekcję vivente rege. Odegrała znaczną rolę w rozbiciu sojuszu szwedzko-brandenburskiego i ustaleniu ostatecznego kształtu traktatu kończącego wojnę ze Szwecją (pokój w Oliwie).
Podczas 18-letniego małżeństwa z Janem Kazimierzem urodziła dwójkę dzieci (Marię Annę Teresę 1 VII 1650 – 1 VIII 1651 oraz Jana Zygmunta 6 I 1652 – 20 II 1652), które zmarły w niemowlęctwie.
Błyskotliwa, oczytana i ambitna, prowadziła pierwszy polski salon literacki, w którym bywał m.in. Jan Andrzej Morsztyn. Damą dworu Ludwiki Marii była Maria Kazimiera d’Arquien, późniejsza Marysieńka Sobieska. Wśród współczesnych Polaków pojawiła się plotka przypisująca królowej nieślubne macierzyństwo Marii Kazimiery (z Kondeuszem lub markizem de Cinq-Mars). Podsycali je przeciwnicy polityczni królowej (donos tej treści trafił także do Władysława IV).
Jedyną poszlaką mogącą za tym świadczyć, to zabranie czteroletniej dziewczynki w daleką i trudną podróż w środku zimy do Polski, prawdopodobnie jednak była to również jedyna przesłanka dla ówczesnych, stąd też informacja ta uznawana jest za niewiarygodną.
W 1659 założyła Instytut św. Kazimierza w Warszawie szkołę z internatem dla biednych dziewcząt .
Zmarła w Warszawie 10 maja 1667. Obrady sejmowe przerwano tylko na jeden dzień, tronu i ław nie obito czarnym suknem i nie zorganizowano większych uroczystości żałobnych. Przez trzy dni trumna z ciałem królowej pozostawała na Zamku Królewskim, skąd została przeniesiona do  kościoła Wizytek, gdzie oczekiwała na przewiezienie do Krakowa. Została pochowana na Wawelu, z wyjątkiem serca, które zgodnie z wolą zmarłej zostało przekazane warszawskim wizytkom. Tam też znajduje się jej maska pośmiertna wykonana z wosku.
Jej śmierć zniechęciła Jana Kazimierza do polskiej korony i skłoniła go do rychłej abdykacji w roku następnym. Sejm elekcyjny 1669 r. postanowił by odtąd „Królowa Jejmość się in negotia Status (do spraw państwowych) nie mięszała”.

## Polityka zagraniczna

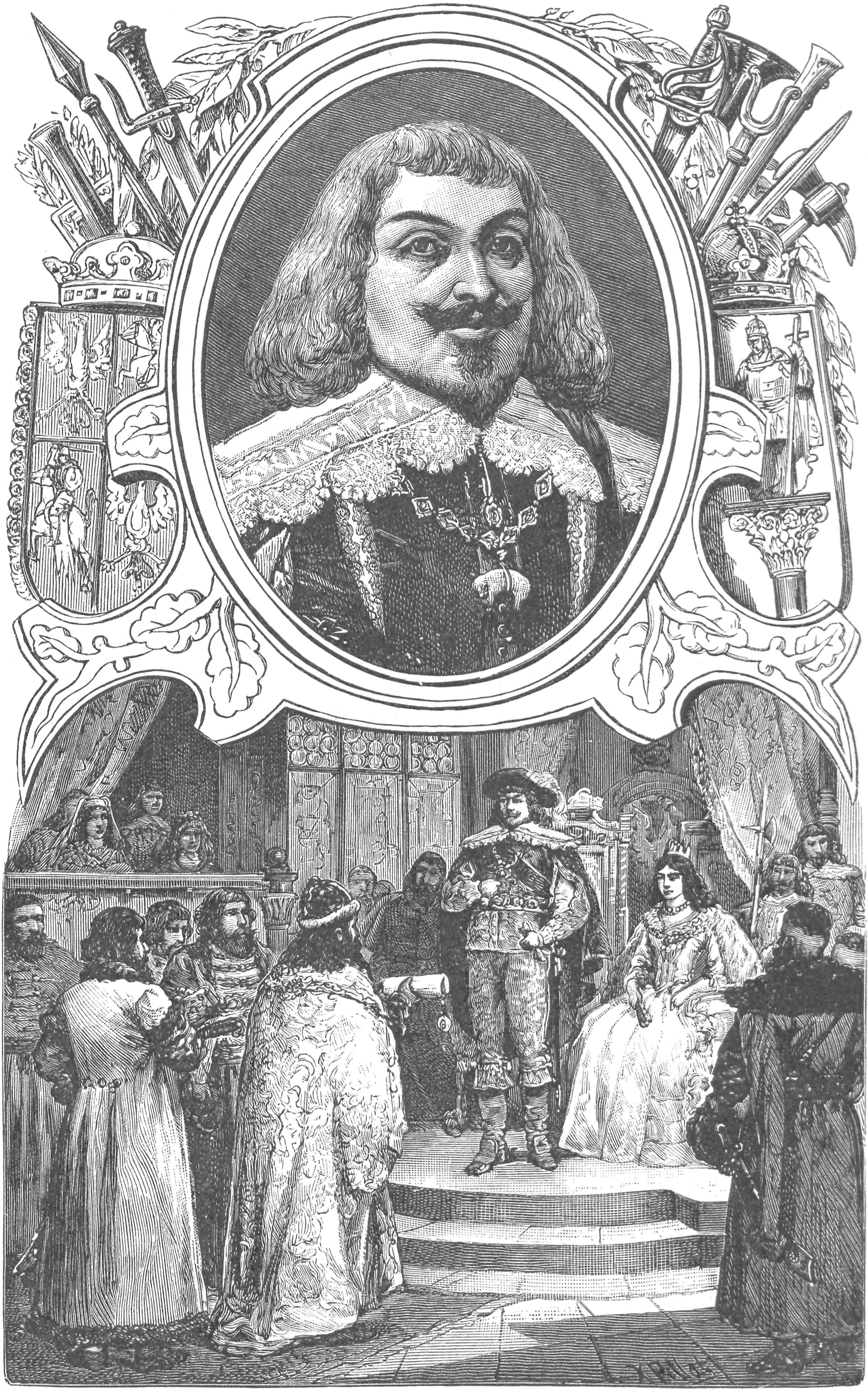
Władysław IV z Ludwiką Marią Gonzaga przyjmują carów Rosji w cyklu Wizerunki książąt i królów polskich Ksawerego Pillatiego z 1888.

W polityce zagranicznej dążyła do osłabienia uciążliwej zależności od Habsburgów i zacieśnienia związków z Francją. W sojuszu francuskim widziała jedyną szansę przeprowadzenia częściowej reformy ustrojowej państwa, polegającej w pierwszym rzędzie na ograniczeniu liberum veto i wprowadzeniu zasady elekcji vivente rege. Wywołało to opór większości szlachty uległej demagogicznym hasłom obrony złotej wolności i dopatrującej się chęci zaprowadzenia monarchii absolutnej w każdej próbie zmiany zmurszałego ustroju Rzeczypospolitej. Ludwika Maria, chcąc wprowadzić wybór króla za życia jego poprzednika, miała na uwadze interes własnej rodziny. W roli przyszłego króla polskiego widziała bowiem tego z książąt francuskich, który pojmie za żonę jej siostrzenicę.
Poparcie dworu francuskiego dla tych planów zapewniła sobie dopiero w roku 1660. Odtąd wszystkie działania polityczne podporządkowała osiągnięciu tego celu. Udało się jej zmontować silne i wpływowe profrancuskie stronnictwo magnackie. Nie powiodły się natomiast próby przeciągnięcia na swoją stronę głównego oponenta, demagogicznego trybuna konserwatywnych mas szlacheckich Jerzego Lubomirskiego, ani samej szlachty. Próba złamania opozycji siłą zakończyła się rokoszem Lubomirskiego, klęską wojsk królewskich i ostatecznym pogrzebaniem planów królowej i dworu.

## Galeria

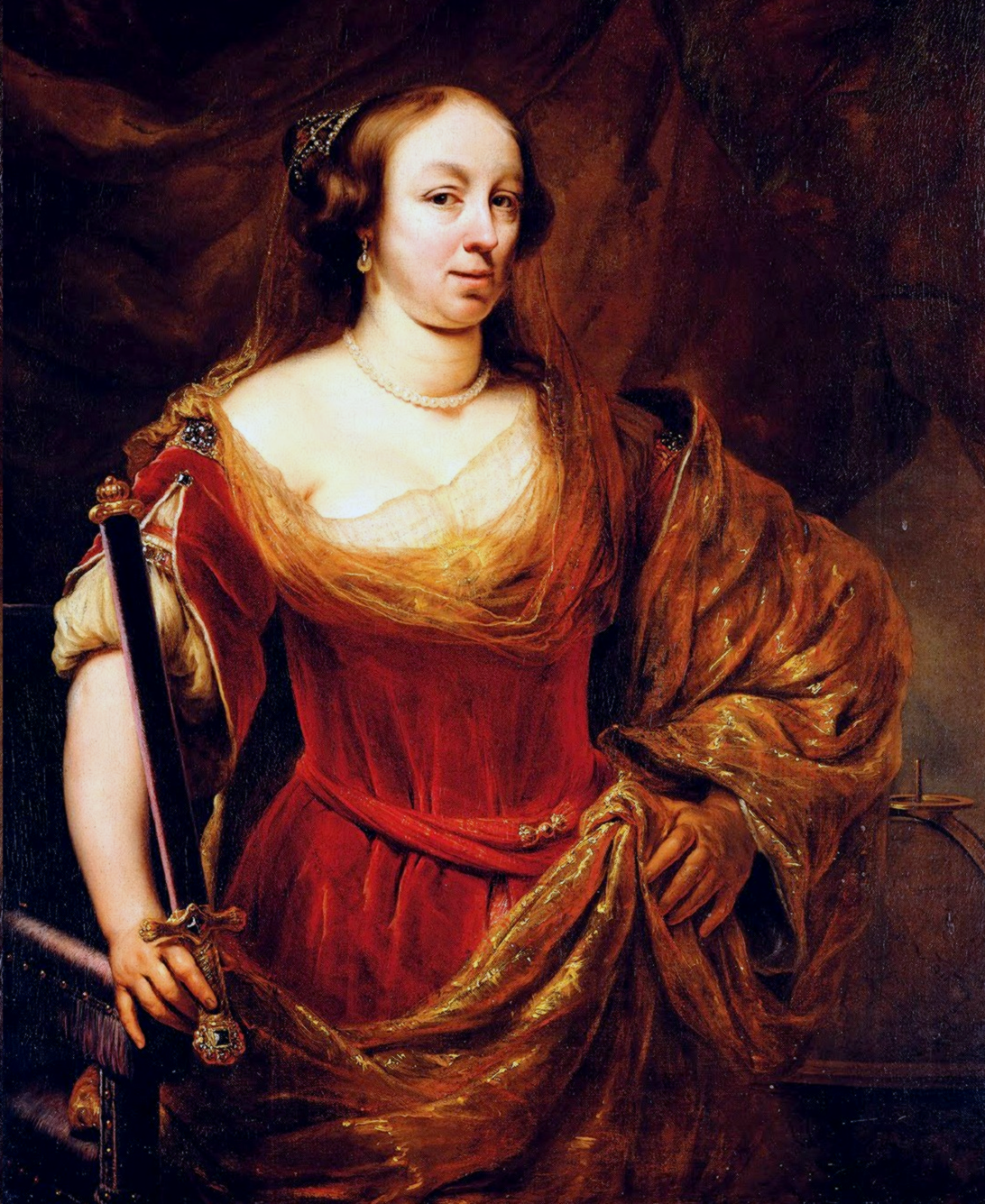
Portret Ludwiki Marii Gonzagi pędzla Ferdinanda Bola
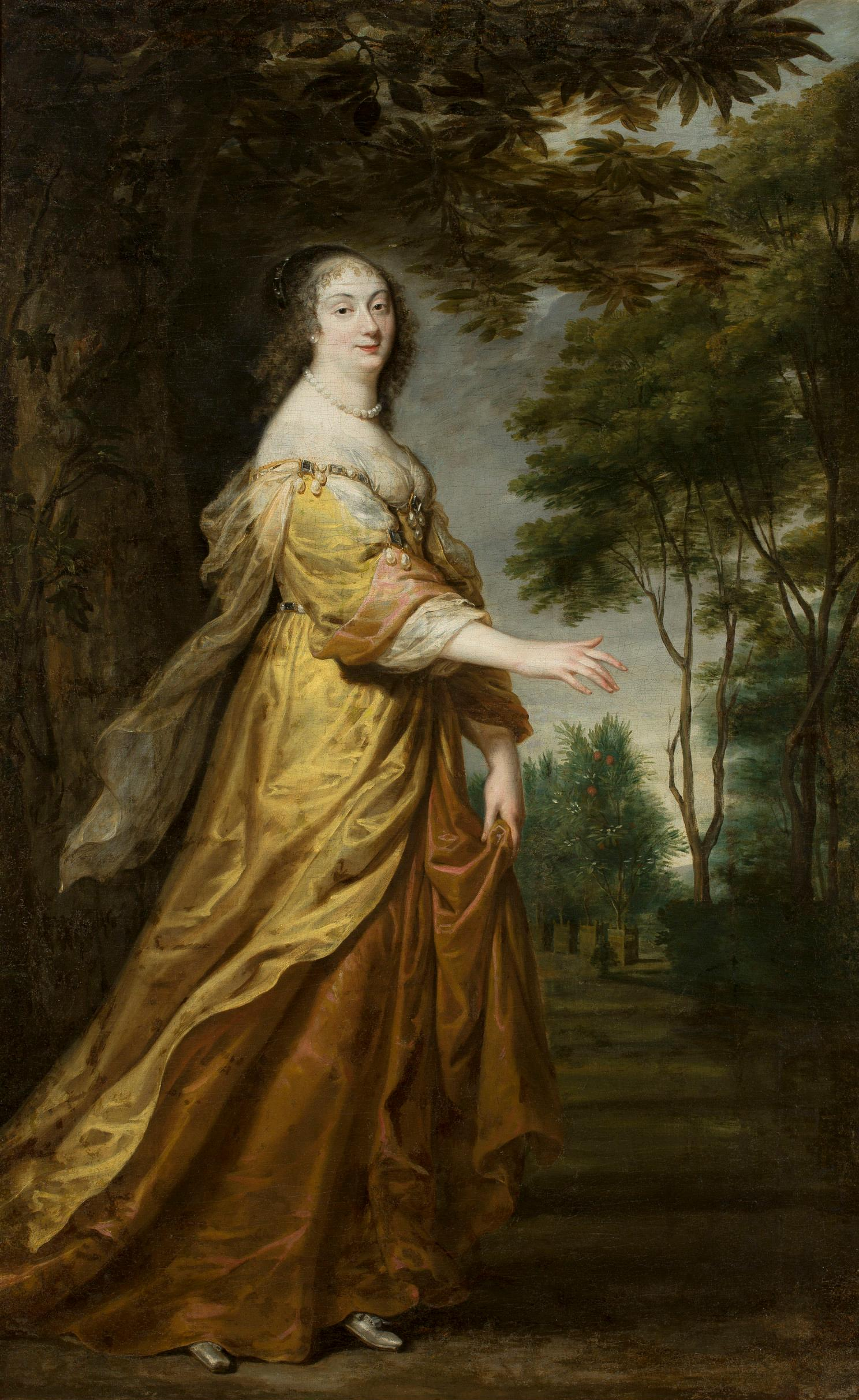
Ludwika Maria Gonzaga, portret autorstwa Justusa van Egmonta z 1645 r.
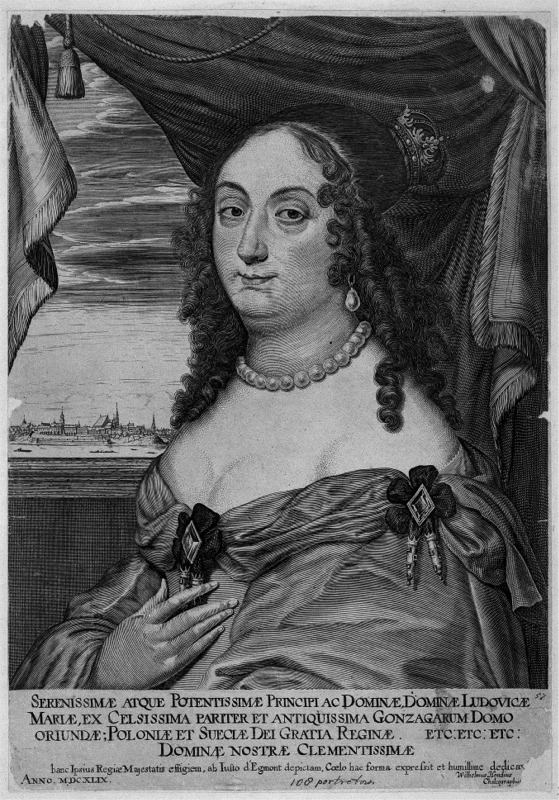
Portret Ludwika Maria Gonzaga z 1649 r., w tle widok Warszawy, autor Justus van Egmont
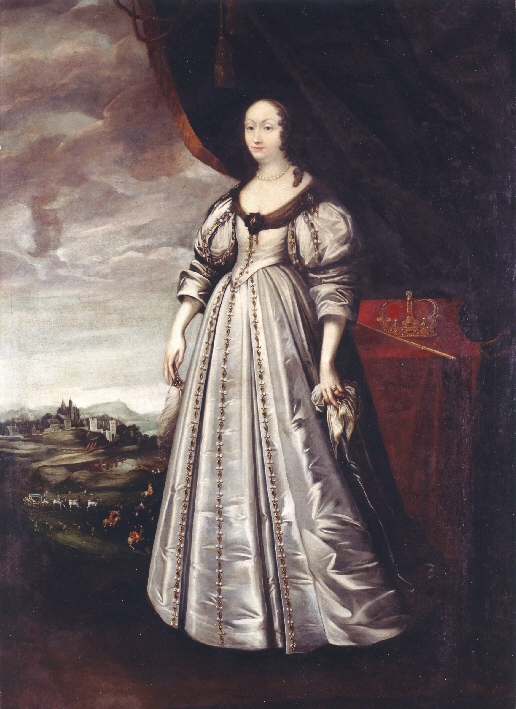
Portret królowej Ludwiki Marii Gonzagi, 1650 r.
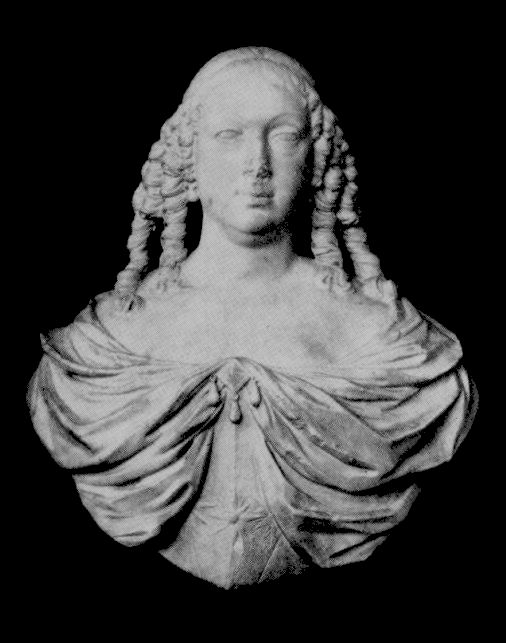
Giovanni Francesco Rossi, Popiersie Marii Ludwiki Gonzagi z około 1651 roku
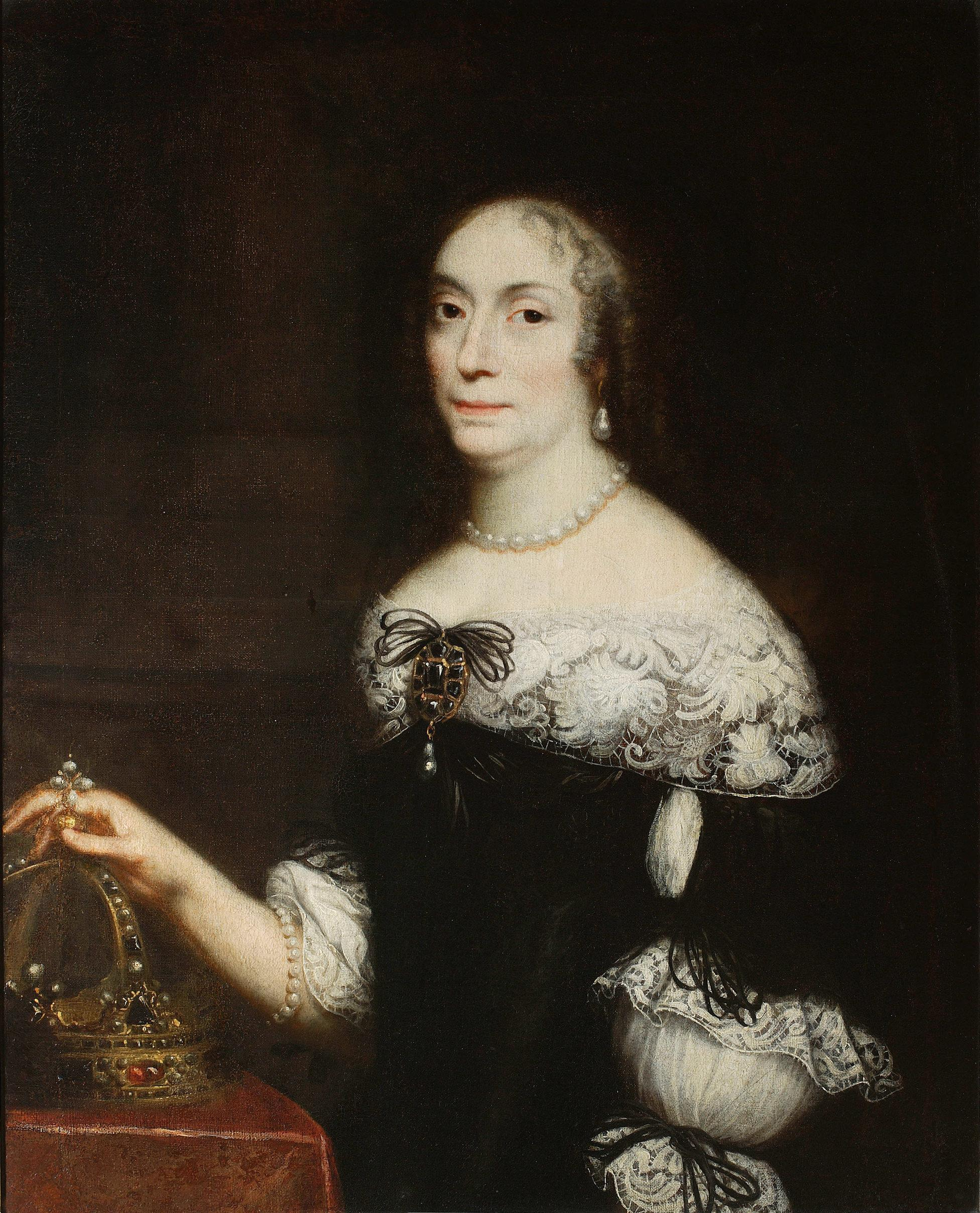
Daniel Schultz, Portret Ludwiki Marii Gonzagi